# Sotschier Nationalpark
Der Sotschier Nationalpark (russisch Сочинский национальный парк Sotschinski nazionalny park) ist ein Nationalpark im Nordwesten des Kaukasus in der Nähe der Stadt Sotschi (Russland). Das Schutzgebiet umfasst eine Gesamtfläche von 1.937 Quadratkilometern und grenzt im Nordosten an das Kaukasus-Naturreservat. Der Park wurde im Jahr 1983 ausgewiesen und war damit Russlands erster Nationalpark. Jedes Jahr wird er von etwa 80.000 Menschen besucht.

## Vegetation
Der Nationalpark wird zu 95 % von Bergwäldern beherrscht, die in den tieferen Lagen subtropischen Charakter aufweisen und oberhalb von 1700 m als Krüppelbaumwälder wachsen. Dazwischen dominieren gemäßigte Laub- und Mischwälder. Oberhalb der Krüppelbäume liegen alpine Matten, wobei nur wenige Berge eine Höhe von über 2000 m erreichen. Der höchste Berg ist der Aibga mit 2509 m.

## Fauna
Das artenreiche Schutzgebiet beherbergt über 250 verschiedene Wirbeltierarten. Zu den größeren Säugern des Reservats zählen Wisente, Maral-Rothirsche, Rehe, Gämsen, Westkaukasische Steinböcke, Braunbären, Wildschweine, Wölfe, Goldschakale, Rotfüchse, Dachse, Kaukasische Fischotter und Luchse. Unter den Kleinsäugern sind das Kaukasische Eichhörnchen und die seltene Langflügelfledermaus erwähnenswert. Mehrere große Adlerarten, darunter Steinadler, Steppenadler, Kaiseradler und Fischadler, kommen im Gebiet vor. Zu den insgesamt 126 Vogelarten des Parks zählen darüber hinaus Gänsegeier, Bartgeier, Kaukasus-Birkhuhn und Kaukasuskönigshuhn.
Unter den 17 Reptilienarten sind Maurische Landschildkröte, Kaukasusotter, Äskulapnatter, Balkan-Springnatter, Schlanknatter, Würfelnatter, Ringelnatter, Riesen-Smaragdeidechsen, Zauneidechse, Kaukasische Wieseneidechse, Felseneidechse, Blindschleiche und Scheltopusik erwähnenswert.
Zu den neun Amphibienarten zählen mit Bandmolch (Triturus vittatus) und Kaukasischem Schlammtaucher auch zwei bedrohte Arten. Heimische Fische sind beispielsweise Forelle, Ukelei und Schneider.
Ein Projekt, das vom WWF und der russischen Regierung durchgeführt wird, verfolgt die Wiedereinführung des Persischen Leoparden im westlichen Kaukasus, der nur noch im Ostkaukasus vereinzelt vorkommt. Dazu wurden Leoparden aus Turkmenistan in große Freigehege im Kaukasus gebracht. Ihre Nachkommen sollen dort ausgewildert werden.